# Sivaslılar, Terme
Sivaslılar là một xã thuộc huyện Terme, tỉnh Samsun, Thổ Nhĩ Kỳ. Dân số thời điểm năm 2010 là 604 người.